# قائمة البعثات الدبلوماسية في إيسواتيني

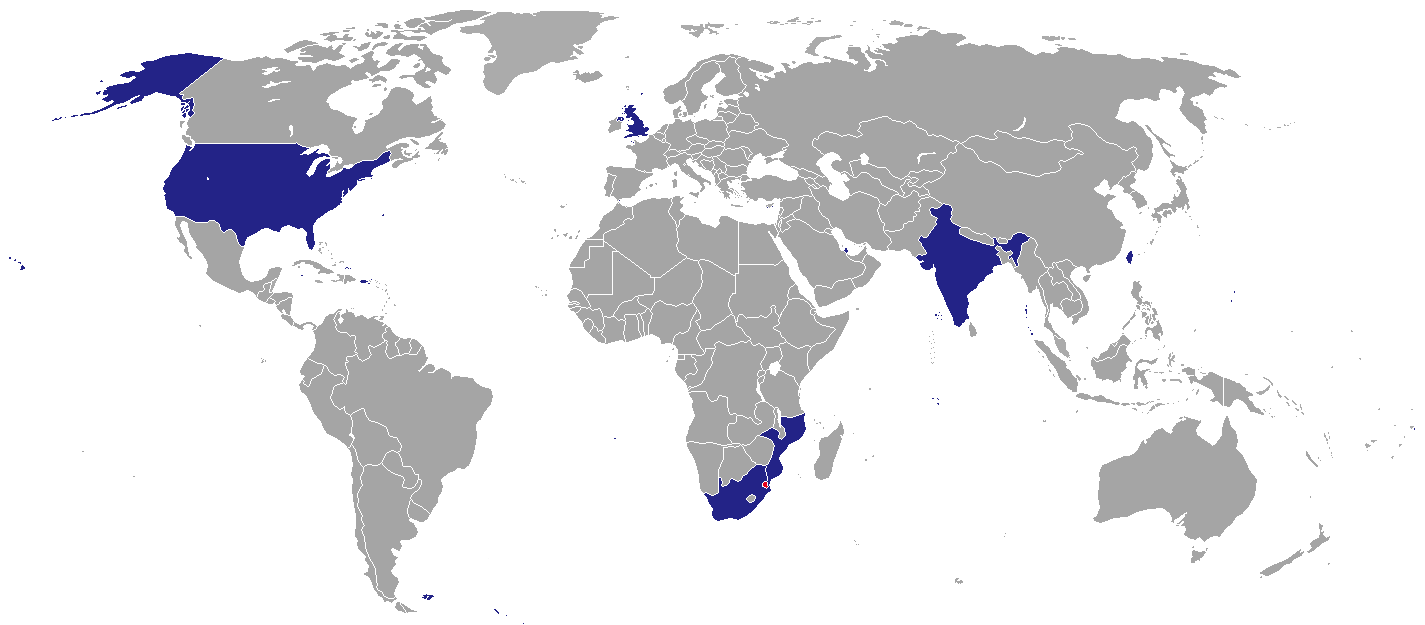
البعثات الدبلوماسية في اسواتيني

هذه قائمة بالبعثات الدبلوماسية في إسواتيني "(المعروفة سابقًا باسم سوازيلاند). في الوقت الحاضر، تستضيف العاصمة مبابان سبع سفارات/ مفوضيات عليا.

## السفارات / المفوضيات العليا
مبابان
- الهند[1]
- موزمبيق[2]
- قطر[3]
- جمهورية الصين (تايوان)[4]
- جنوب إفريقيا[5]
- المملكة المتحدة[6]
- الولايات المتحدة[7]

## سفارات غير مقيمة/ مفوضيات عليا
مقيم في بريتوريا ما لم يذكر خلاف ذلك
- الأرجنتين[8]
- أستراليا[9]
- النمسا[10]
- بلجيكا[11]
- بوتسوانا[12]
- البرازيل (مابوتو)[13]
- بلغاريا
- كندا (مابوتو)[14]
- الصين
- كرواتيا[15]
- كوبا[16]
- قبرص[17]
- جمهورية التشيك[18]
- الدنمارك[19]
- مصر (مابوتو)
- فنلندا (مابوتو)[20]
- فرنسا (مابوتو)[21]
- ألمانيا[22]
- اليونان[23]
- الكرسي الرسولي
- المجر[24]
- إندونيسيا[25]
- إيران
- إسرائيل[26]
- إيطاليا (مابوتو)[27]
- العراق
- الأردن
- اليابان
- جامايكا
- كينيا
- الكويت
- ليسوتو[28]
- مالي[29]
- جزر المالديف (أبو ظبي)
- ماليزيا
- مالطا (فاليتا)[30]
- المكسيك
- موزمبيق
- ناميبيا
- هولندا[31]
- النرويج (مابوتو)[32]
- نيوزيلندا
- البرتغال (مابوتو)[33]
- فلسطين
- باراغواي[34]
- بولندا[35]
- رومانيا[36]
- روسيا
- السعودية
- إسبانيا (مابوتو)[37]
- صربيا[38]
- سلوفاكيا[39]
- سريلانكا
- السويد (مابوتو)[40]
- سويسرا[41]
- تنزانيا (مابوتو)[42]
- تايلاند
- ترينيداد وتوباغو[43]
- توغو
- تركيا[44]
- الإمارات العربية المتحدة
- أوغندا
- فيتنام
- زيمبابوي (مابوتو)

## بعثات أخرى
- الاتحاد الأوروبي (تفويض (سياسة))[45]